# 博多藤四郎
博多藤四郎（はかたとうしろう）は、鎌倉時代に作られたとされる日本刀（短刀）。日本の重要文化財に指定されており、文化庁が収蔵する。

## 概要

### 刀工・粟田口吉光について
鎌倉時代の刀工・粟田口吉光により作られた短刀である。粟田口則国あるいは国吉の子とされる吉光は、山城国粟田口派の刀工のうち最も著名であり、特に短刀や剣の名手として知られていた。本作は吉光作の短刀としては標準的な体配であり、わずかに内反りとなっている。京都国立博物館主任研究員である末兼俊彦によれば、腰元に小互の目の刃文を焼くという吉光の手癖が、本作ではわかりやすく表れているため見どころであると評している。

### 所有者・名前の由来
本作の名前の由来は、博多を領していた筑前福岡藩2代藩主である黒田忠之が所持していたことによる。小倉の海上にて豊後小倉藩主である小笠原忠真へ本作を贈ったとされる。本作を贈った経緯は明らかとなってはいないが、忠之の嫡男である光之が忠真の長女である市松姫を正室として迎えるにあたり、忠真から光之へ青江派の太刀が贈られたため、その返礼として本作が贈られたものと推測される。

### 江戸時代以降の伝来
8代将軍徳川吉宗が本阿弥家に命じて編纂させた名刀の目録である『享保名物帳』の写本には第1類・第2類の2系統があるが、このうち第1類（本阿弥家から吉宗に献じた本の写し）には本作に関する記述がないが、第2類の『名物追記』には本作に関する記述が遺されている。その後も小笠原家の重宝として伝来し続け、1931年（昭和6年）12月14日には小笠原長幹伯爵名義で国宝保存法による旧国宝に指定された。1977年（昭和52年）には、かつて福岡県議会議長（第19代、1947年から1951年）を務めていた稲員稔が収蔵していた。2000年（平成12年）時点では同県の別の個人蔵となっている。2016年（平成28年）に文化庁買い上げとなった。

## 作風

### 刀身
刃長（はちょう、刃部分の長さ）は24.6センチメートル、元幅（もとはば、刃から棟まで直線の長さ）は2.35センチメートル、反り（切先から鎺元まで直線を引いて直線から棟が一番離れている長さ）は内反り。
地肌は全体に均質な小杢目であり、指表（さしおもて）は鎺（はばき、刀身の手元の部分にとめる金具）元と上半、指裏（さしうら）は下半と先にやや大模様な板目（板材の表面のような文様）が交る。全体的にに地沸（じにえ、平地の部分に鋼の粒子が銀砂をまいたように細かくきらきらと輝いて見えるもの）がつき、かすかに棒映り（地に鎺元から上へ向かって白く棒状にあらわれる映り）がある。

### 外装
本作の拵として、小柄（こづか、刀に付属する小刀）、笄（こうがい、結髪用具）、目貫（めぬき、目釘穴を隠すための装飾品）など後藤徳乗が作成した三所物（みところもの）である『十三匹獅子三所物』が付属しており、重要美術品に認定されている。徳乗在銘の三所物は2例ほどしか確認されていないため、大変貴重なものとされている。